# Natural History Museum
A londoni Natural History Museum (Természettudományi Múzeum) a brit főváros Dél-Kensington negyedében található Exhibition Roadon álló három nagy múzeum egyike (a másik kettő a Science Museum és a Victoria and Albert Museum). Fő homlokzata a Cromwell Roadra néz. A nem kormányzati közcélú intézményként (non-departmental public body; NDPB) működő múzeum fenntartásáról a brit Kulturális, Média- és Sportminisztérium (Department for Culture, Media and Sport; DCMS) gondoskodik.
A múzeumban mintegy 70 millió, az élet- és földtudományokkal kapcsolatos tárgy található, melyek az alábbi öt nagyobb gyűjteménybe tartoznak: Botanika, Entomológia, Ásványtan, Őslénytan, Zoológia. A múzeum a kutatás, a rendszertani besorolás, azonosítás és megőrzés világhírű központja. Az intézmény korából adódóan több gyűjtemény is nagy történelmi és tudományos jelentőségű, a példányok egy része Charles Darwintól származik.
A Természettudományi Múzeum Könyvtára (Natural History Museum Library) a tudományos részlegek munkájával és kutatásaival kapcsolatban számos könyvet, folyóiratot, kéziratot és műtárgyat őriz. A könyvtár csak előzetes egyeztetéssel látogatható.
A múzeum leginkább a kiállított dinoszaurusz csontvázai és díszes (néha katedrális jellegűnek nevezett) épülete révén híres, melyeket jól példáz a boltíves központi terem és a benne elhelyezett Diplodocus csontváz másolat.
Az Alfred Waterhouse által tervezett épület a British Museumból származó gyűjteményekkel 1881-ben készült el és nyílt meg, a későbbiekben pedig a Londoni Geológiai Múzeummal (Geological Museum) egyesült. A legújabb részét az értékes gyűjtemények tárolására tervezett modern létesítmény, a Darwin Központ (Darwin Centre) képezi.
Az Egyesült Királyság más államilag finanszírozott nemzeti múzeumaihoz hasonlóan a belépés a Természettudományi Múzeum esetében is díjtalan.

## Történet és építés

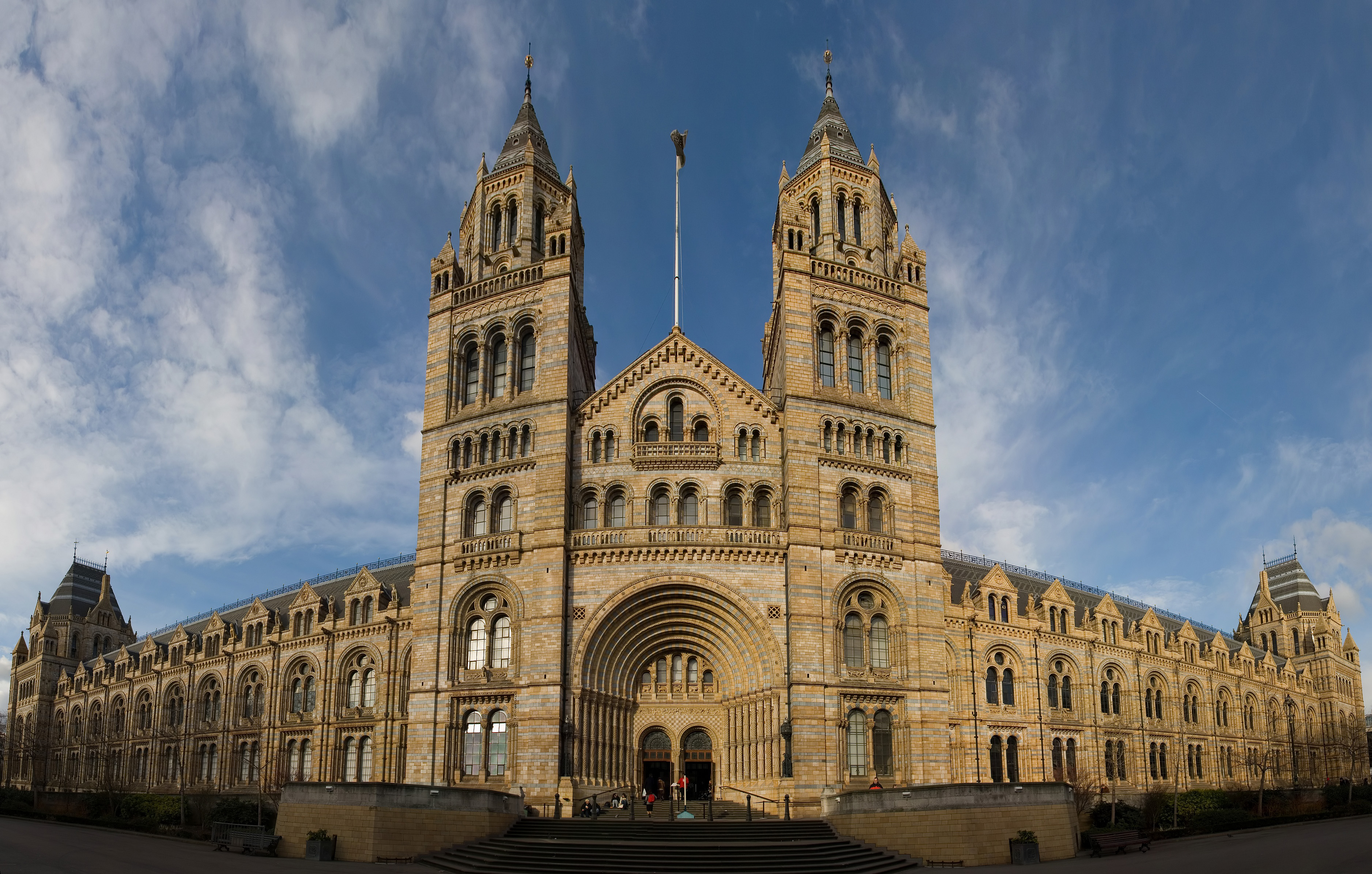
A Természettudományi Múzeum panorámaképe a viktoriánus építészetre jellemző, a Gibbs and Canning Limited által készített díszes terrakotta homlokzattal. A terrakotta díszítés a természet múltbeli és jelenlegi sokféleségét reprezentálja.

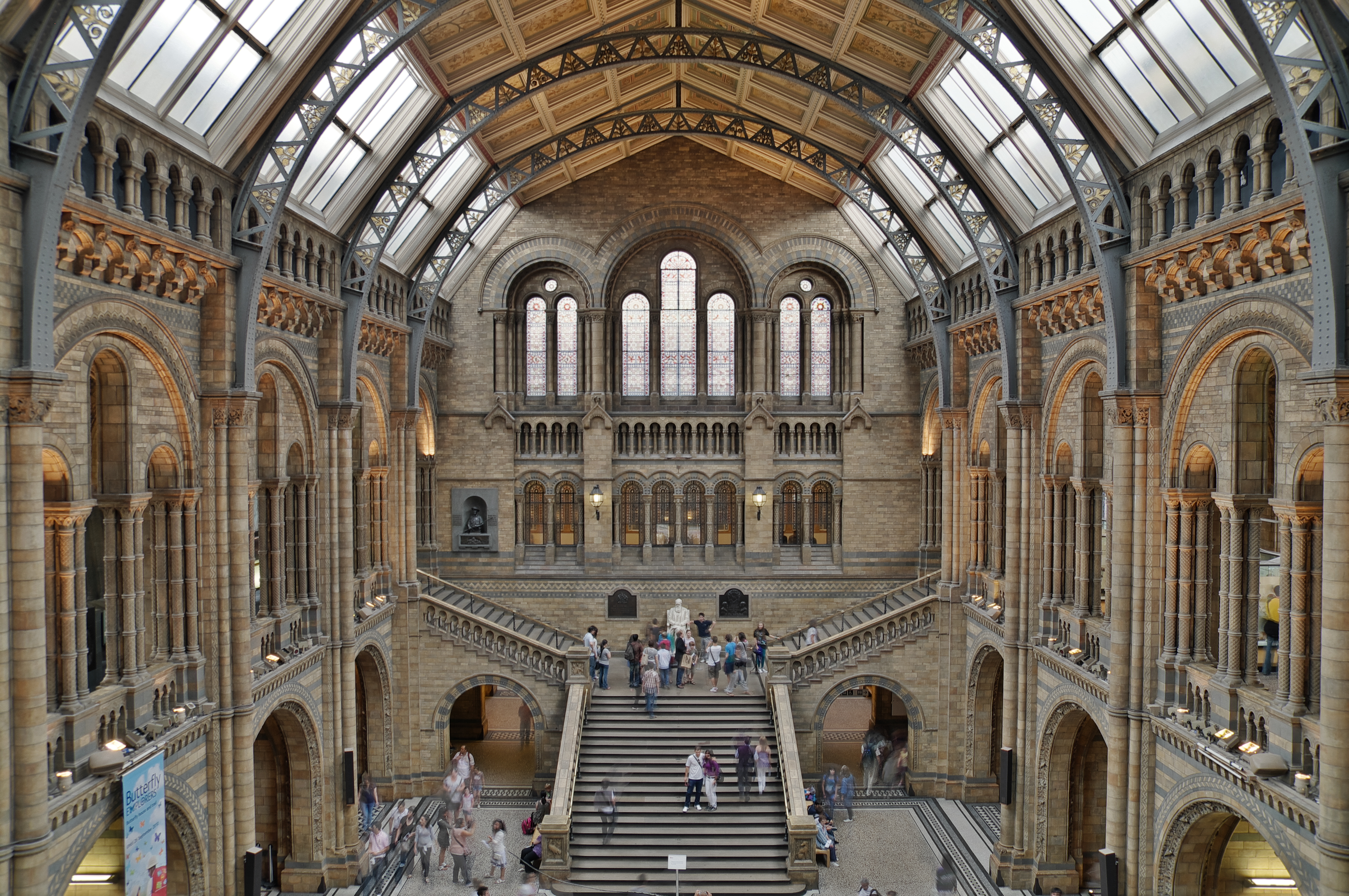
A múzeum központi terme

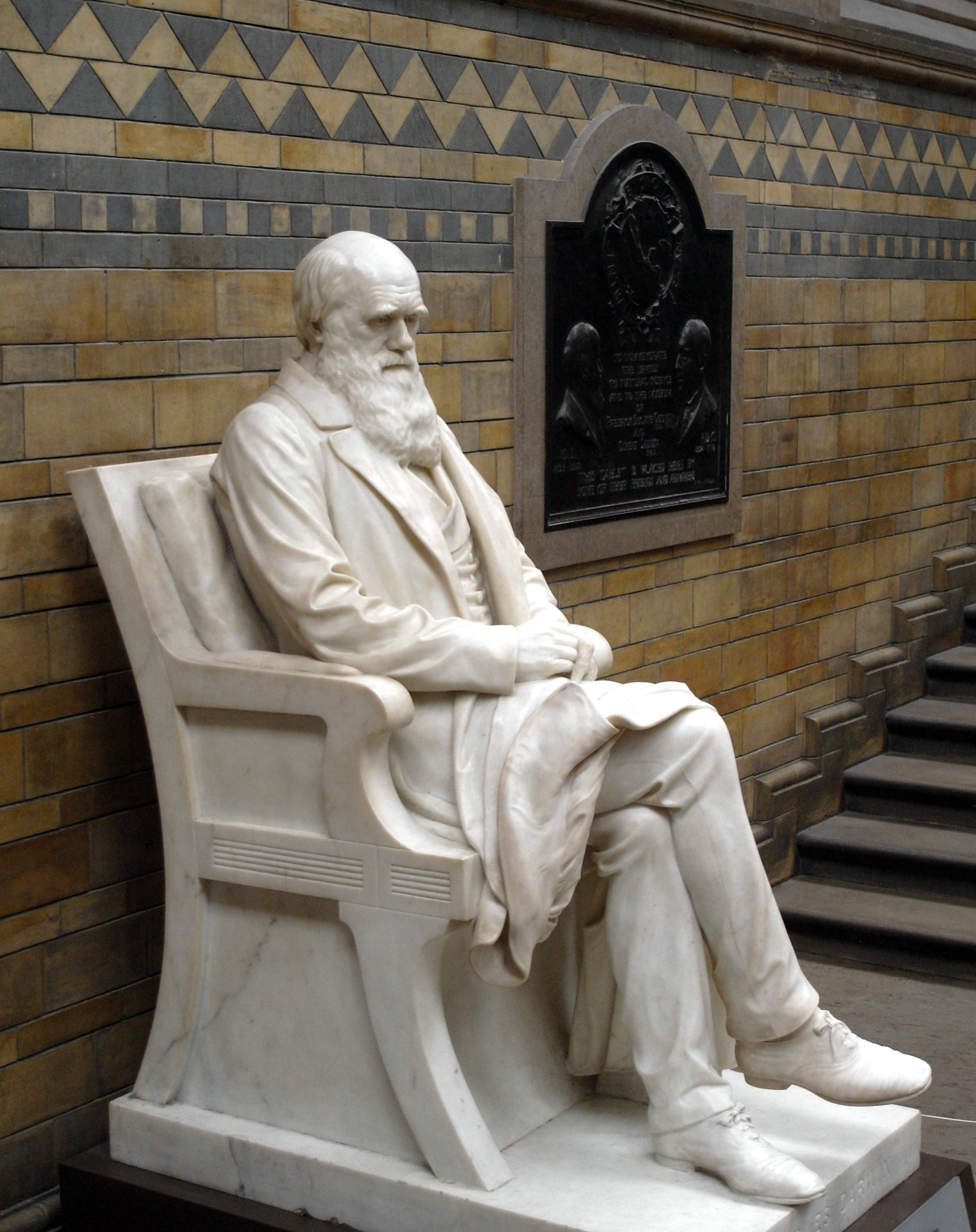
Charles Darwin Sir Joseph Boehm által készített szobra a központi teremben

A gyűjtemény létrehozása Sir Hans Sloane (1660–1753) ulsteri orvos érdeme, aki beleegyezett, hogy jelentős gyűjteményét a Brit Kormány a piaci árnál olcsóbban vásárolja meg. Az ehhez szükséges pénzt szerencsejáték segítségével teremtették elő. Sloane gyűjteményét, melyhez kiszárított növények, valamint állati és emberi csontvázak is tartoztak, 1756-ban az akkor a British Museumhoz tartozó Montagu-házban, Bloomsburyben helyezték el.
Sloane gyűjteményének nagy része a 19. század első évtizedeiben eltűnt. Sir George Shaw (zoológiai kurátor, 1806-13) több példányt is eladott a Királyi Sebészeti Akadémiának (Royal College of Surgeons). Utóda William Elford Leach feltehetően többször is máglyát gyújtott a múzeum kertjében, ami talán szintén hozzájárult a gyűjtemény megfogyatkozásához. 1833-ra, az éves beszámoló szerint a Sloane katalógusában szereplő 5500 darab rovar közül egy sem maradt. Mivel közismertté vált, hogy a természetrajzi részlegek képtelenek megőrizni a példányaikat, a Kincstár megtagadta, hogy rájuk bízzák azokat, amelyeket a kormány költségére szereztek be. Az intézmény helyzetét tovább rontotta, hogy személyes kapcsolatok alapján történő kinevezés is előfordult; 1862-ben az egyik vagyonkezelő szeretőjének unokaöccsét entomológiai asszisztensnek nevezték ki annak ellenére, hogy nem tudott különbséget tenni egy lepke és egy moly között.
John Edward Gray (zoológiai kurátor 1840-74) amiatt panaszkodott, hogy mentális betegség terjed a személyzet tagjai között: George Shaw azzal fenyegetőzött, hogy rálép minden olyan kagylóra, amely nem található meg Linné Systema Naturae című könyvének 12. kiadásában; valaki más pedig az entomológiai tárolókból eltávolított minden egyes tájékoztatót és regisztrációs számot, amit az egyik riválisa helyezett el. Hugh Cuming kagylóspecialista hatalmas gyűjteménye a múzeumhoz került, Gray felesége azonban egy szélvihar idején szállította a nyitott tálcákat az udvaron keresztül, minek következtében az összes címkét elvitte a szél. A gyűjteményt állítólag sosem állították helyre.
A könyvtár vezetője ebben az időben Antonio Panizzi volt, aki teljes megvetéssel tekintett a természetrajzi részlegekre, és általában magára a tudományra is. A nagyközönséget nem bátorították a múzeum természetrajzi kiállításaira. 1835-ben egy parlamenti különbizottságnak Sir Henry Ellis azt mondta, hogy ezt a vezérelvet a vezető könyvtáros és idősebb kollégái teljes mértékben elfogadták.
Richard Owen, a British Museum természetrajzi részlegeinek 1856-ban kijelölt főellenőre e hibák közül többet is helyre hozott. Változtatásaival kapcsolatban Bill Bryson azt írta, hogy „azzal, hogy a Természettudományi Múzeumot mindannyiunk intézményévé tette, Owen megváltoztatta az elvárásainkat a múzeumok céljaival kapcsolatban”.
Owen látta, hogy a természetrajzi részlegek több helyet igényelnek, és mivel a British Museumban a hely korlátozott volt, egy külön épület vált szükségessé. Egy dél-kensingtoni telek megvásárlását követően 1864-ben pályázatot írtak ki az új múzeum megtervezésére. A győztes pályázatot a polgári mérnökként dolgozó Francis Fowke százados küldte be, aki nem sokkal ezután elhunyt. A tervrajz Alfred Waterhouse-hoz került, aki lényeges változtatásokat eszközölt az elfogadott terveken, és a homlokzatot saját, a kontinensen tett gyakori látogatásai által inspirált idioszinkratikus román stílusának megfelelően tervezte meg. Az eredeti terveken a főépülethez mindkét oldalon szárnyak tartoztak, de ezeket pénzügyi okokból rövidesen elhagyták. A nekik szánt helyet mára A Föld Galériák (The Earth Galleries) és a Darwin Központ (Darwin Centre) foglalta el.
Az építkezés 1873-ban kezdődött és 1880-ban fejeződött be. Az új múzeum 1881-ben nyílt meg, de a régi épületből való átköltözés csak 1883-ban fejeződött be.
Waterhouse az épület belsejét és a külsejét egyaránt a viktoriánus kori London füstös levegőjének ellenálló kiterjedt terrakotta cserepekkel látta el, melyeket a tamworth-i Gibbs and Canning Limited gyártott le. A cserepeket és téglákat élő és kihalt növény- és állatfajokat ábrázoló domborművek díszítik a nyugati és a keleti szárnyban is. Az elkülönítésük Owen kérésére történt, annak cáfolataként, hogy Darwin a természetes szelekció elméletén keresztül megpróbálta összekötni a jelenleg élő fajokat a múltbeliekkel.
A múzeum központi tengelye az Imperial College London (a korábbi Imperial Institute) és tovább északra a Royal Albert Hall és az Albert Memorial felé mutat. Ezek az épületek a nem hivatalosan Albertopolisnak nevezett komplexum részét képezik.

### Elszakadás a British Museumtól
Megnyitása után a Természettudományi Múzeum, hivatalos nevén British Museum (Natural History) jogilag még a British Museum részét képezte és a tudományos művekben gyakran a B.M.(N.H.) vagy a BMNH rövidítéssel hivatkoztak rá. A Királyi (Royal Society), a Linné (Linnean Society) és a Londoni Zoológiai Társaság (Zoological Society of London), valamint Darwin, Wallace, Huxley és más természettudósok 1886-ban egy petícióval fordultak a brit pénzügyminiszterhez, azt kérve, hogy a múzeum váljon függetlenné a British Museum vezetőségétől, ami közel egy évszázadig tartó heves vitákat váltott ki.
A British Museum Act 1963 által – a Lordok Háza módosító indítványa ellenére – a British Museum (Natural History) saját vagyonkezelő testülettel rendelkező független múzeummá vált, a neve azonban megmaradt. A hivatalos neve csak a Museums and Galleries Act 1992 elfogadása után lett Natural History Museum.

### Geológiai Múzeum
1986-ban a múzeum részévé vált a Brit Geológiai Szolgálathoz (British Geological Survey) tartozó Londoni Geológiai Múzeum (Geological Museum), amely sokáig versengett a területen levő korlátozott helyért. A Geológiai Múzeum a kiállításai révén, melyek részeként egy aktív vulkán modell és egy (James Gardiner által tervezett) földrengés gép is megtekinthető, világhírűvé vált, és otthont ad a világ első számítógéppel feljavított – A Föld Kincsei (Treasures of the Earth) című –, kiállításának is. 1996-ban a múzeum galériáit teljesen újjáépítették, és az itt levő kiállítást A Föld Galériái (The Earth Galleries) címen tették újra látogathatóvá, míg a Waterhouse-épületben levő kiállítások címét Az Élet Galériáira (The Life Galleries) változtatták.
A Természettudományi Múzeum saját Ásványtani bemutatói nagyrészt változatlanok maradtak, például szolgálva a Waterhouse-épület 19. századi kiállítási módszereire
A Neal Potter által tervezett központi átrium azzal csábítja a látogatókat a felső galériák megtekintésére, hogy egy mozgólépcsőn keresztül átviszi őket egy véletlenszerűen elhelyezett lemezekből felépített Föld modellen. Az új dizájn a falakat újrahasznosított palával, valamint a fontosabb csillagok és bolygók homokfúvásos képeivel borítja be. A múzeum 'sztárjainak' számító geológiai kiállítások a falak között tekinthetők meg. A háttér hat ikonikus alakja azt mutatja be, hogyan látták a korábbi generációk a Földet.

### A Darwin Központ

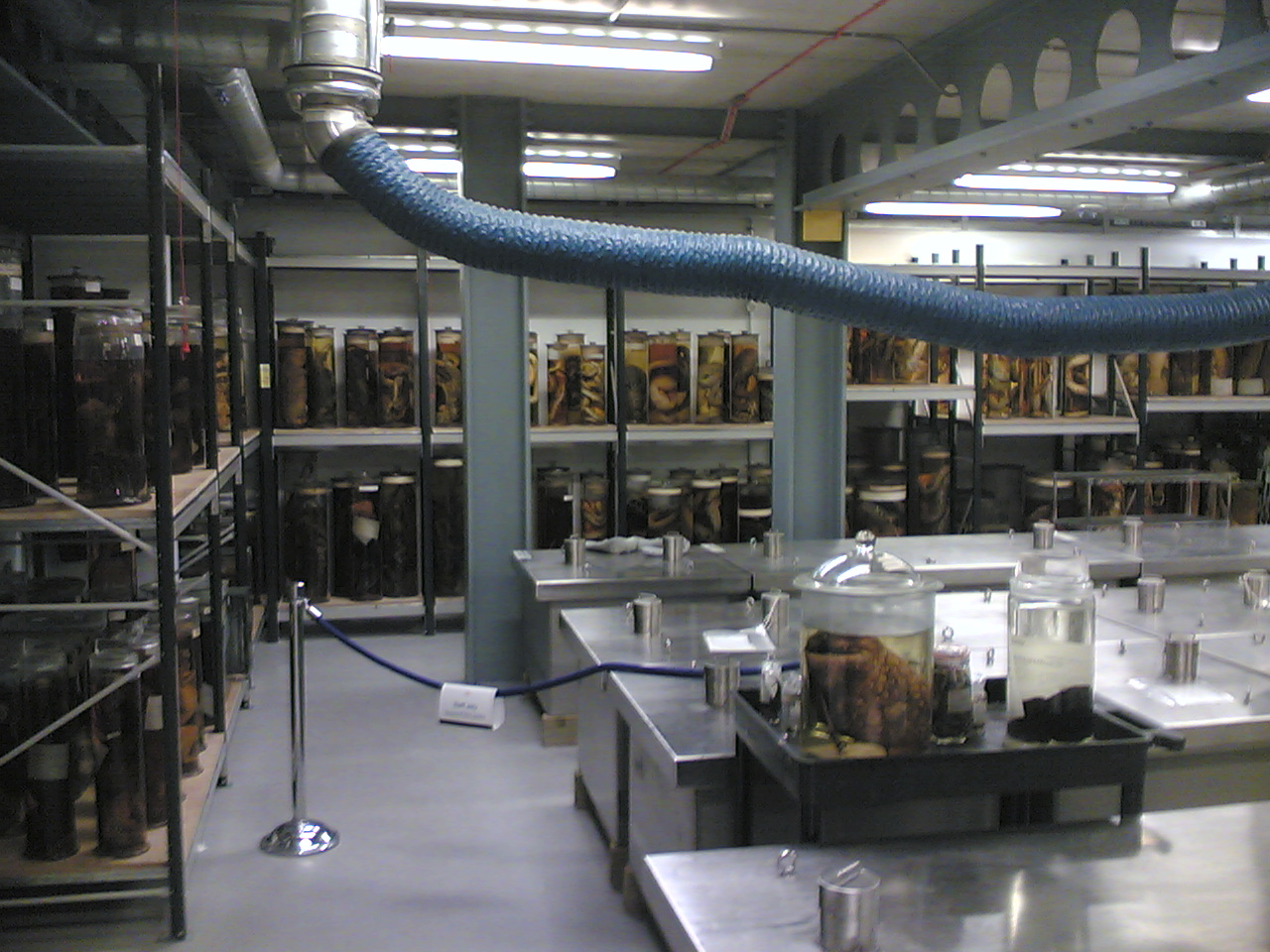
A múzeum nem nyilvános része. A Tartály Terem (Tank Room) és a benne található Darwin Központ, 1. fázis (Darwin Centre Phase 1) tartalmazza a 'szellem gyűjtemény' nagy részét és a hozzá tartzó preparációs létesítményeket.

Az újabban épített részek közé tartozó (Charles Darwinról elnevezett) Darwin Központot (Darwin Centre) abból a célból hozták létre, hogy helyet adjon a múzeum több tíz millió példányának, a tudományos személyzetnek, valamint, hogy új élményeket szerezzen a látogatóknak. Két különböző fázisban épült fel, melyek során a Waterhouse épületet két új épületrésszel egészítették ki; ez a legjelentősebb új fejlesztési projekt a múzeum történetében.
A Darwin Központ, 1. fázisában a zoológiai részleg 'szellem gyűjteményei' – alkoholban tartósított élőlények – találhatók. A 2. fázist 2008 szeptemberében leplezték le, és 2009 szeptemberében nyitották meg. A dán C. F. Møller Architects által tervezett óriási, 8 szintes, gubó formájú épület az entomológiai és botanikai gyűjteményeket – a 'száraz gyűjteményeket' – tartalmazza.
A központ leghíresebb teremtménye az Archie-nak becézett 8,62 méter hosszú óriáskalmár.

### Az Attenborough Stúdió
Mivel a múzeum csökkenteni kívánta a tudományos oktatással és a megőrzési feladatokkal kapcsolatos tájékoztatással járó terhet, egy új multimédia stúdiót hoztak létre a Darwin Központ, 2. fázis részeként. A (legnagyobb természettudományi filmarchívumot birtokló) BBC Natural History Unittal együttműködve a köztiszteletben álló kommentátorról és műsorvezetőről Sir David Attenborough-ról elnevezett Attenborough Stúdió multimédiás környezetet biztosít az oktatóprogramok számára. A stúdió azt tervezi, hogy folytatja a napi előadásokat és bemutatókat.

## Nagyobb példányok és kiállítások

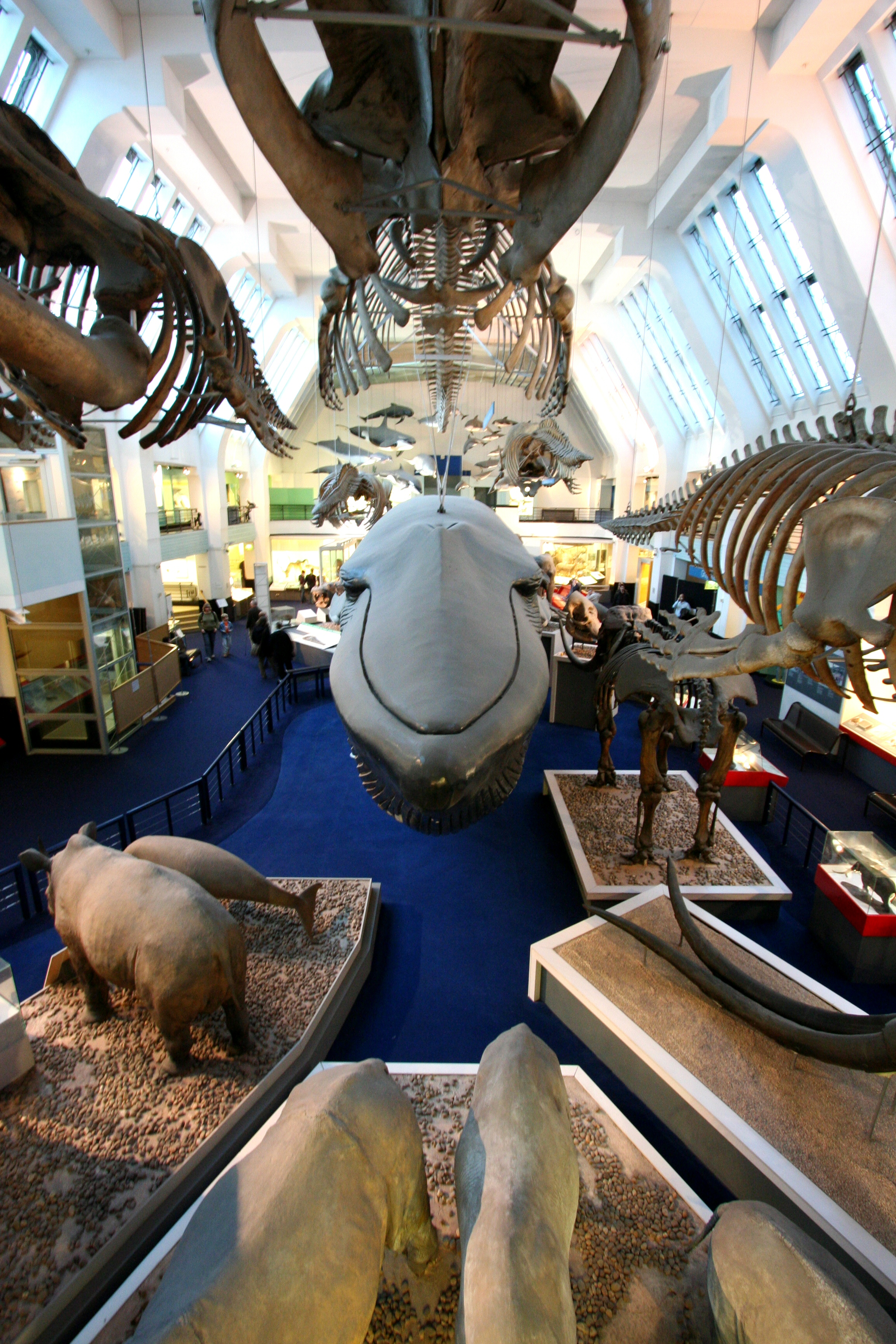
A Nagy Emlősök Terme (Large Mammals Hall) az erkélyről

Az egyik leghíresebb és biztosan a legkiemelkedőbb látnivaló a központi teremben álló 26 méter hosszú Diplodocus carnegii csontváz másolat, melyet Dippynek is becéznek. A tárgyat a múzeum ajándékba kapta a skót-amerikai iparmágnástól Andrew Carnegie-től, egy VII. Edward királlyal, majd a British Museum egyik vagyonkezelőjével való megbeszélést követően. Carnegie a másolatot saját költségére készítette, 2000 fontért, a Carnegie Museumban levő eredeti csontváz alapján. A darabokat 36 ládában szállították Londonba, és 1905. május 12-én leplezték le a nagyközönség és a média érdeklődése közepette (az igazi fosszília ekkor még nem volt felállítva, mivel a pennsylvaniai Pittsburghben levő Carnegie Természetrajzi Múzeum (Carnegie Museum of Natural History) ekkor még nem épült fel. Ahogy a „Dippy” név elterjedt, Carnegie további másolatokat készíttetett, melyeket többnyire európai fővárosokban, valamint Latin- és Dél-Amerikában állítottak ki, miáltal Dippy a világ legtöbbet látott dinoszaurusz csontváza lett. A dinoszaurusz gyorsan a múzeum ikonikus alakjává vált, több rajzfilmben, és más média produkcióban is szerepelt, például a Disney által 1975-ben készített Ellopták a dinoszauruszt című játékfilmben.
A múzeum másik ikonikus látnivalója a kék bálna csontváz a mellette álló modellel. A 10 tonna tömegű és mintegy 25 méter hosszú csontváz kiállítása 1934-ben, az Új Bálna Terem (New Whale Hall) – mai nevén Nagy Emlősök Terme (Large Mammals Hall) –, felépítésével vált lehetővé, 42 évvel azután, hogy fennakadt Wexford Bay homokpadjain. Az életnagyságú modell ötletével kapcsolatos megbeszélések is nagyjából ebben az időben kezdődtek, az elkészítéséhez pedig magában a Bálna Teremben kezdtek hozzá. Mivel egy ilyen nagyméretű állat másolatát túlzottan drágának vélték, maketteket használtak fel a szerkezet aprólékos összeépítéséhez. Az építés során a munkások egy csapóajtót készítettek a bálna gyomrában, melynek használatával titokban cigarettaszüneteket tartottak. Mielőtt az ajtót lezárták és végleg lepecsételték volna, néhány érmét és telefonkönyvet helyeztek el belül – mindez azon városi legenda alapjául szolgált, ami szerint egy időkapszulát hagytak hátra. A munka, melyet teljesen a teremben, a látogatók szeme láttára végeztek, 1938-ban fejeződött be. 28,3 méteres hosszával ebben az időben ez volt a legnagyobb ilyen modell a világon, bár az építési módszert később több amerikai múzeum is átvette, tovább növelve a terv méreteit.
A Darwin Központban található Archie, egy 8 méter hosszú óriáskalmár, amely 2004-ben, a Falkland-szigetek közelében élve került egy halászhálóba. A testét nem állították ki, hanem az 1. fázis épület nagy tartály termében helyezték el. A múzeumba való megérkezésekor a példányt azonnal lefagyasztották arra az időre, amíg a tartósításához szükséges preparálás megkezdődik. Mivel ebből a fajból kevés teljes és megfelelően friss állapotú példány létezik, a 'nedves tárolás' módszerét választották, felboncolatlanul hagyva az állatot. Egy 9,45 méteres akrill tartályt készíttettek (azzal a csapattal, amely Damian Hirst számára is épített tartályokat), amiben a testet formalin és fiziológiás oldat keverékével konzerválták.
A múzeum őrzi a vándorlása során eltévedt, és 2006. január 20-án a Temze folyóba felúszott északi kacsacsőrű cet csontjait és egyéb maradványait. Bár elsődlegesen kutatási célt szolgál és a múzeum Wandsworth-ben levő raktárában helyezték el, a csontvázat ideiglenesen ki is állították.
A Dinocochlea, az őslénytan egyik leghosszabb ideig fennmaradt rejtélye (melyet eredetileg óriás csigaházként, majd ürülékfosszíliaként, végül pedig egy féreg üregének konkréciójaként azonosítottak) 1921-es felfedezése óta a gyűjtemény része.
A múzeum egy vadaskertet tart fenn a nyugati oldalán, melyben 2007-ben egy új, az Arocatus roeseliihez hasonló rovarfajt fedeztek fel.

### Galériák
Vörös zóna (Red Zone)

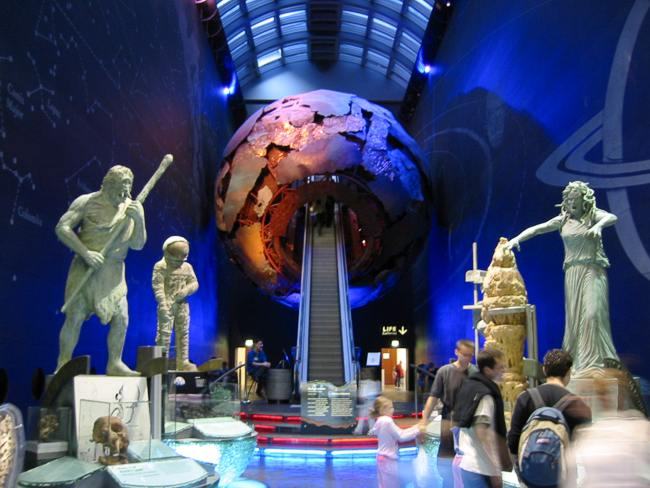
A Föld Galériákhoz (Earth Galleries) vezető, Neal Potter által tervezett bejárat

Ez a zóna az épület keleti oldaláról, az Exhibition Roadról érhető el. Célja a földtörténeti változások bemutatása.
A Föld Labor (Earth Lab) olyan galéria, amely a geológiára fókuszál, fosszíliákat, ásványokat és kőzeteket tartalmaz. A „labor terület” csak csoportos látogatók számára nyitott és mikroszkópok használatát lehetővé téve biztosít interaktív hozzáférést a galériához. A vörös zónán belül jelenleg ez az egyetlen olyan galéria, amit nem lehet szabadon látogatni. A Föld Kincstára (Earth's Treasury) üveg mögé zárt kőzetmintákat, ásványokat és drágaköveket mutat be egy gyengén megvilágított galériában. A Tartós Benyomások (Lasting Impressions) egy kis, kőzeteket, növényeket és ásványokat bemutató galéria, melyben a kiállított tárgyak többsége megérinthető.
- Föld Labor (Earth Lab)
- A Föld Kincsestára (Earth's Treasury)
- Tartós Benyomások (Lasting Impressions)
- Nyugtalan Felszín (Restless Surface)
- A Föld Ma és Holnap (Earth Today and Tomorrow)
- A Kezdettől Fogva (From the Beginning)
- A Belső Erő (The Power Within)
- Földi Víziók (Visions of Earth)

Zöld zóna (Green zone)
- Madarak (Birds)

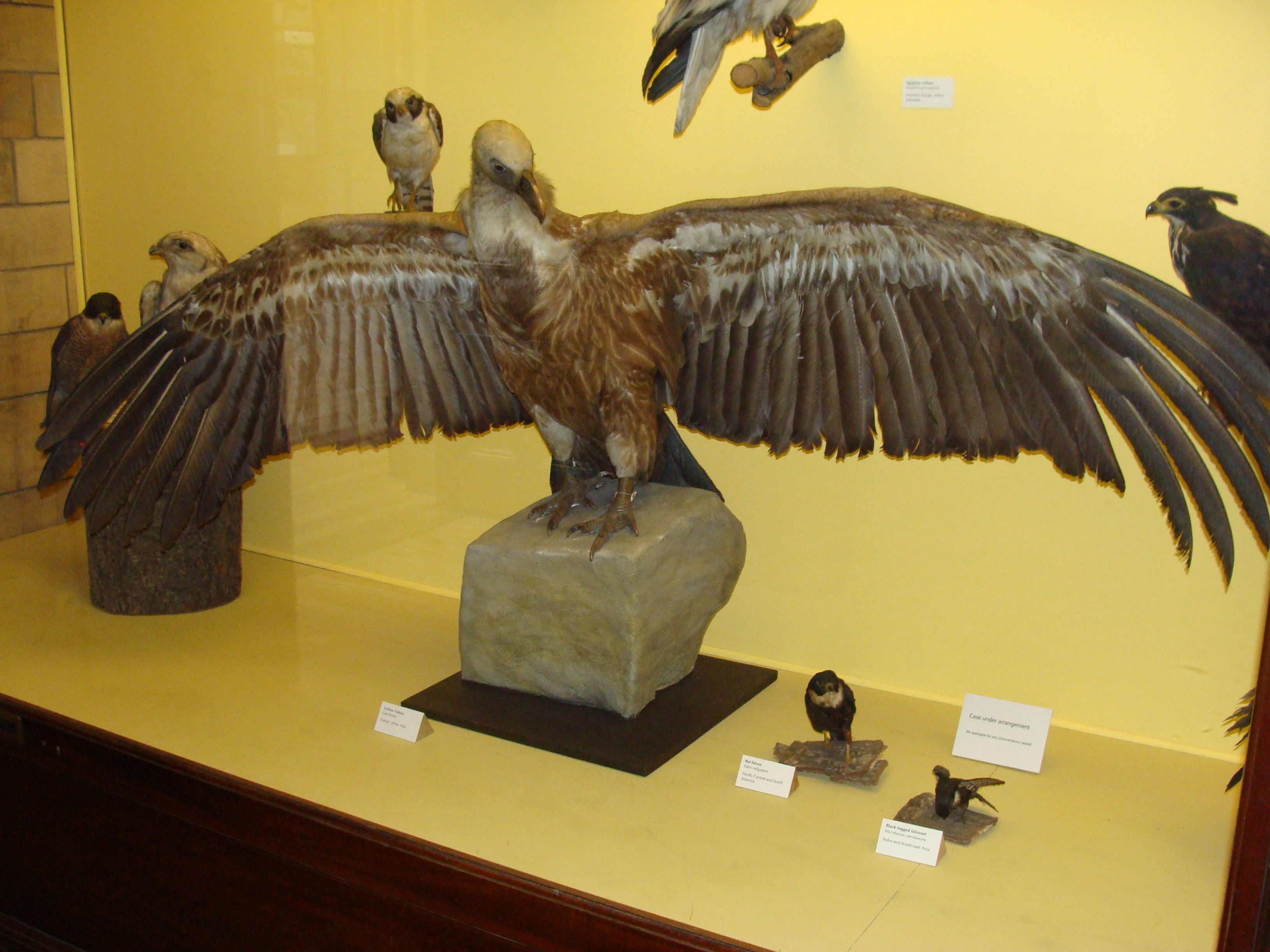
Fakó keselyű

- Hátborzongató Csúszómászók (Creepy Crawlies)
- Ökológia (Ecology)
- Fosszilis Tengeri Hüllők (Fossil Marine Reptiles)
- Óriás mamutfenyő és Központi Terem (Giant Sequoia and Central Hall)
- Ásványok (Minerals)
- Az Égbolt (The Vault)
- Helyünk az Evolúcióban (Our Place in Evolution)
- Növényhatalom (Plant Power)
- Főemlősök (Primates)
- Vizsgáló (Investigate)

Kék zóna (Blue zone)
- Dinoszauruszok (Dinosaurs)

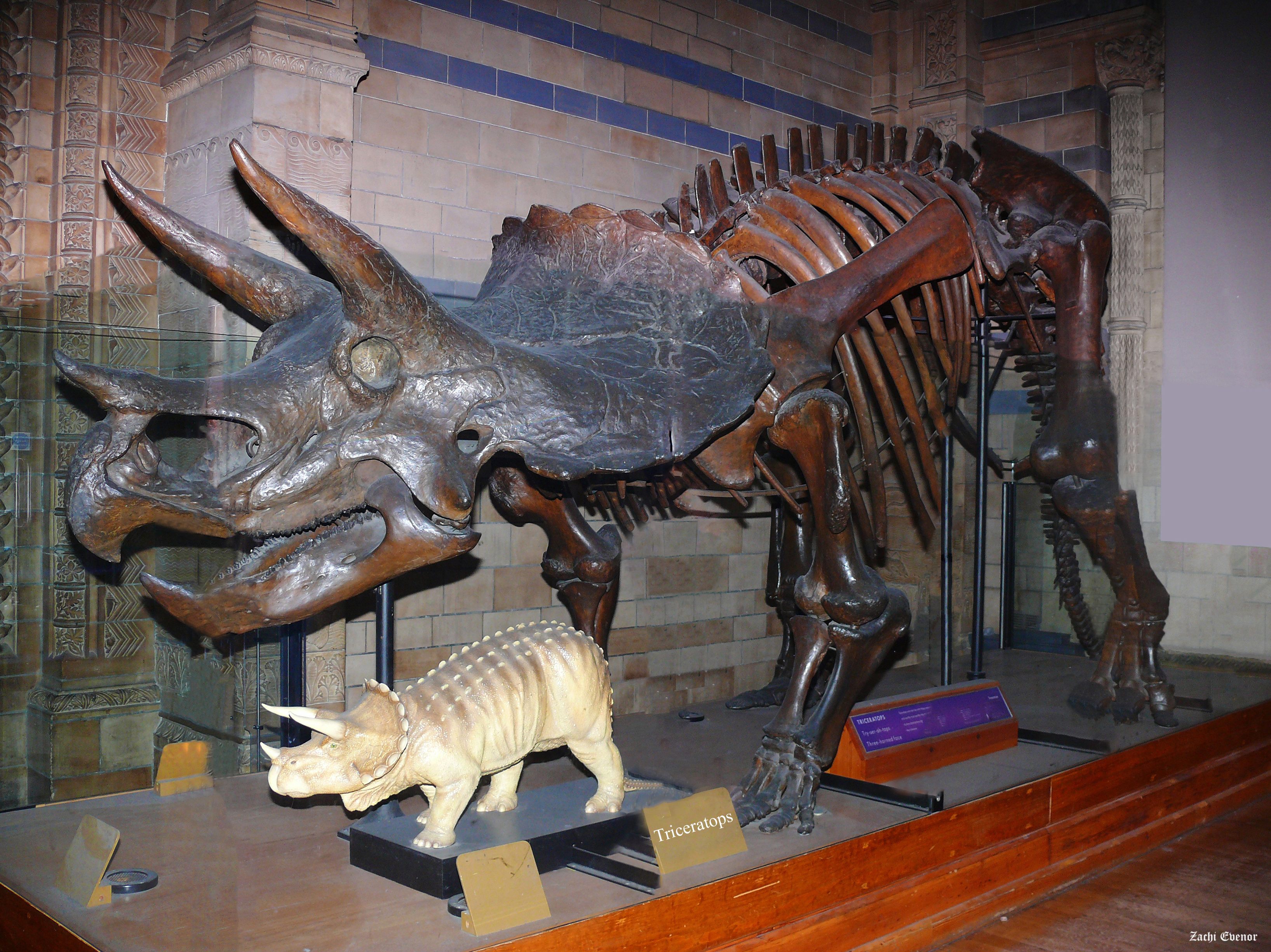
A Triceratops horridus csontváza a dinoszaurusz területen

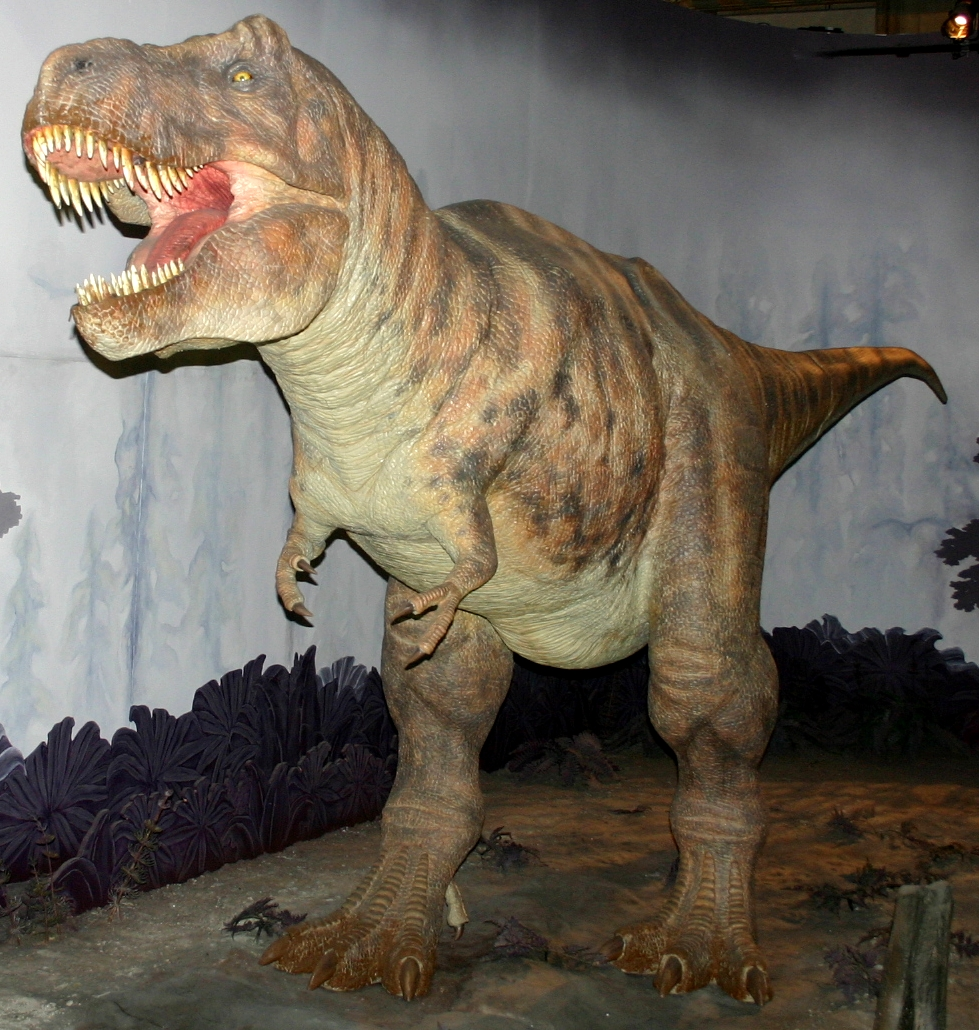
A T. rex mozgó és üvöltő modellje a dinoszaurusz területen

- Halak, Kétéltűek és Hüllők (Fishes, Amphibians and Reptiles)
- Emberi Biológia (Human Biology)
- Jerwood
- Tengeri Gerinctelenek (Marine Invertebrates)
- Emlősök (Mammals)
- Emlősök (kék bálna) (Mammals (Blue Whale))
- A Természet Élőben (Nature Live)

Narancs zóna (Orange zone)
- Vadaskert (Wildlife Garden)
- Darwin Központ (Darwin Centre)

## Oktatás és nyilvános programok

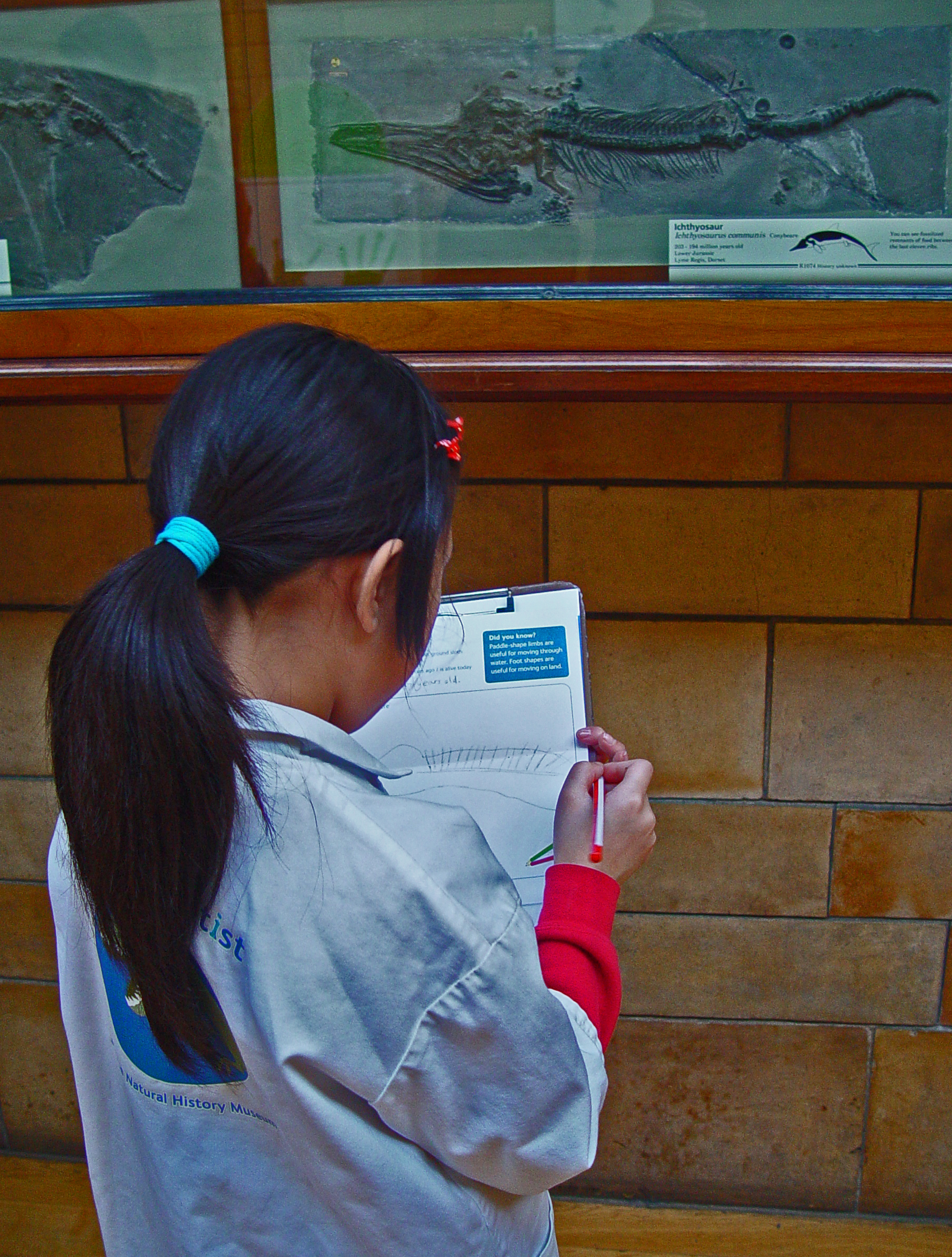
Egy nagyon fiatal tudós a Természettudományi Múzeumban

A múzeum több oktatási és egyéb nyilvános programot is szervez. Ezek közé tartozik például a nagy sikerű „Hogy működik a tudomány” („How Science Works”) iskolások számára létrehozott műhelyfoglalkozás, ami azt mutatja be, hogyan használják a mikrofosszíliákat a geológiai kutatásokban. Emellett a múzeum fontos szerepet játszott Dorset és Kelet-Devon tengerpartja UNESCO Világörökségi helyszínné való kinevezésében és következésképpen a Lyme Regis Fosszilis Fesztiválok (Lyme Regis Fossil Festivals) vezető partnerévé vált.
2005-ben a múzeum projektet indított a kiállítási szekrényeket őrző nevezetes galéria karakterek létrehozására, melynek részeként Carl von Linné, Mary Anning, Dorothea Bate, William Smith és más természettudósok 'fakszimiléjét' is elkészítették. A karakterek történeteket és anekdotákat mesélnek életükről és felfedezéseikről, amellett, hogy a látogatók számára meglepetésként szolgálnak.
2010-ben a BBC egy hat részes dokumentumfilm-sorozatot készített a múzeumról Museum of Life címmel, feltárva a múzeum történetét és bepillantást engedve a színfalak mögé.

### A Természet Élőben
A korábban Darwin Központ Élőben (Darwin Centre Live) néven ismert A Természet Élőben (Nature Live) program szabadon látogatható esemény, ami lehetőséget ad a látogatóknak a múzeumban dolgozó tudósokkal való találkozásra és beszélgetésre. Az élő események minden nap 14.30-kor kezdődnek, témájuk az evolúciótól és a klímaváltozástól a biodiverzitásig és a világűrig terjed. A látogatók kérdéseket tehetnek fel, megtekinthetnek a nyilvánosság elől általában elzárt példányokat, és videokapcsolaton keresztül közreműködhetnek a laboratóriumok munkájában és a világ különféle pontjain zajló terepmunkákban. Az események élő webes közvetítés révén a múzeum website-ján is nyomon követhetők, az online nézők e-mailen és hozzászólásokon keresztül tehetnek fel kérdéseket. A korábbi események az archívumban tekinthetők meg.

## Megközelítés
| Szolgáltatás | Állomás/Megálló          | Vonal/Járat     |
| ------------ | ------------------------ | --------------- |
| Busz         | Kensington Museums       | 360             |
| Busz         | Victoria & Albert Museum | 14, 74, 414, C1 |
| Metró        | South Kensington         |                 |

A legközelebbi metróállomás a South Kensington, ahonnan egy alagút vezet a három múzeum bejárata közelébe. A belépés ingyenes, azonban az előcsarnokban található dobozokban van lehetőség adomány elhelyezésére.
A Museum Lane északról közvetlenül biztosít megközelítési és (akár mozgássérültek számára is) parkolási lehetőséget.

## Nyitvatartás
A Természettudományi Múzeum egy Nemzeti Múzeum, és 2001-óta kínál ingyenes belépési lehetőséget. Egyes időszakos kiállításai azonban csak belépési díj ellenében látogathatók. A múzeum (december 24–26. közötti időszakot leszámítva) délelőtt 10 órától minden nap kinyit. Az utolsó belépésre 17:30-kor van lehetőség, a zárás időpontja pedig 17:50.

## Tringi Természettudományi Múzeum
A Természettudományi Múzeum testvérmúzeuma a hertfordshire-i Tringben található. A helyi excentrikus, Lionel Walter Rothschild által építtetett múzeum 1938-ban a Természettudományi Múzeum tulajdonába került. 2007-ben bejelentették, hogy az intézmény neve Tringi Természettudományi Múzeumra (Natural History Museum at Tring) változott, de korábbi neve, a Walter Rothschild Zoological Museum továbbra is használatban maradt.

## Galéria

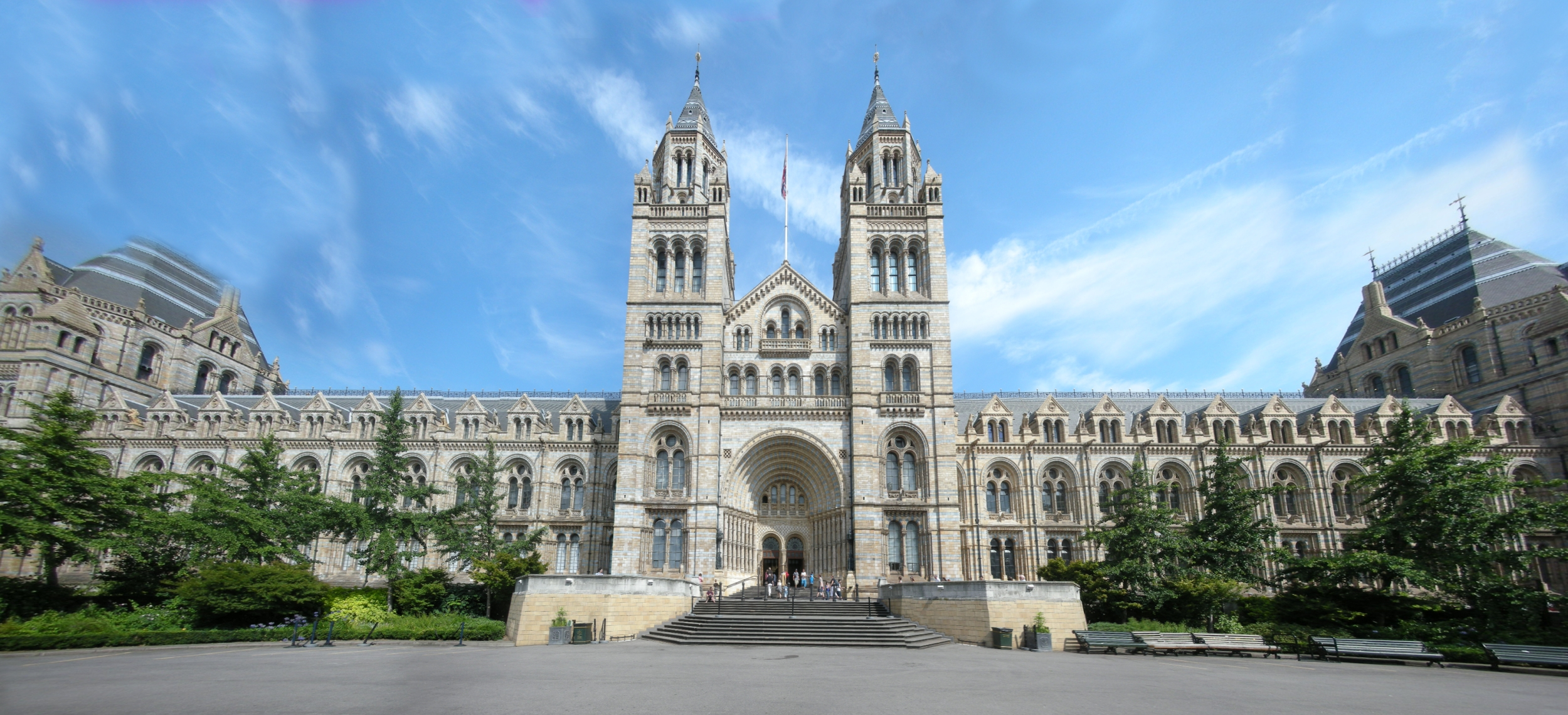
A Cromwell Road felőli bejárat
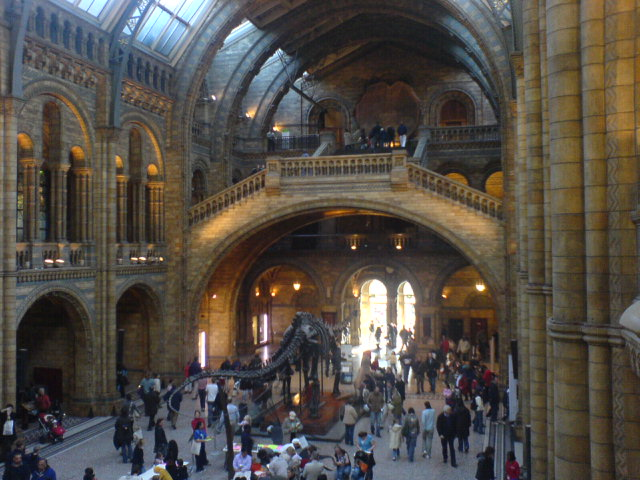
A Központi Terem
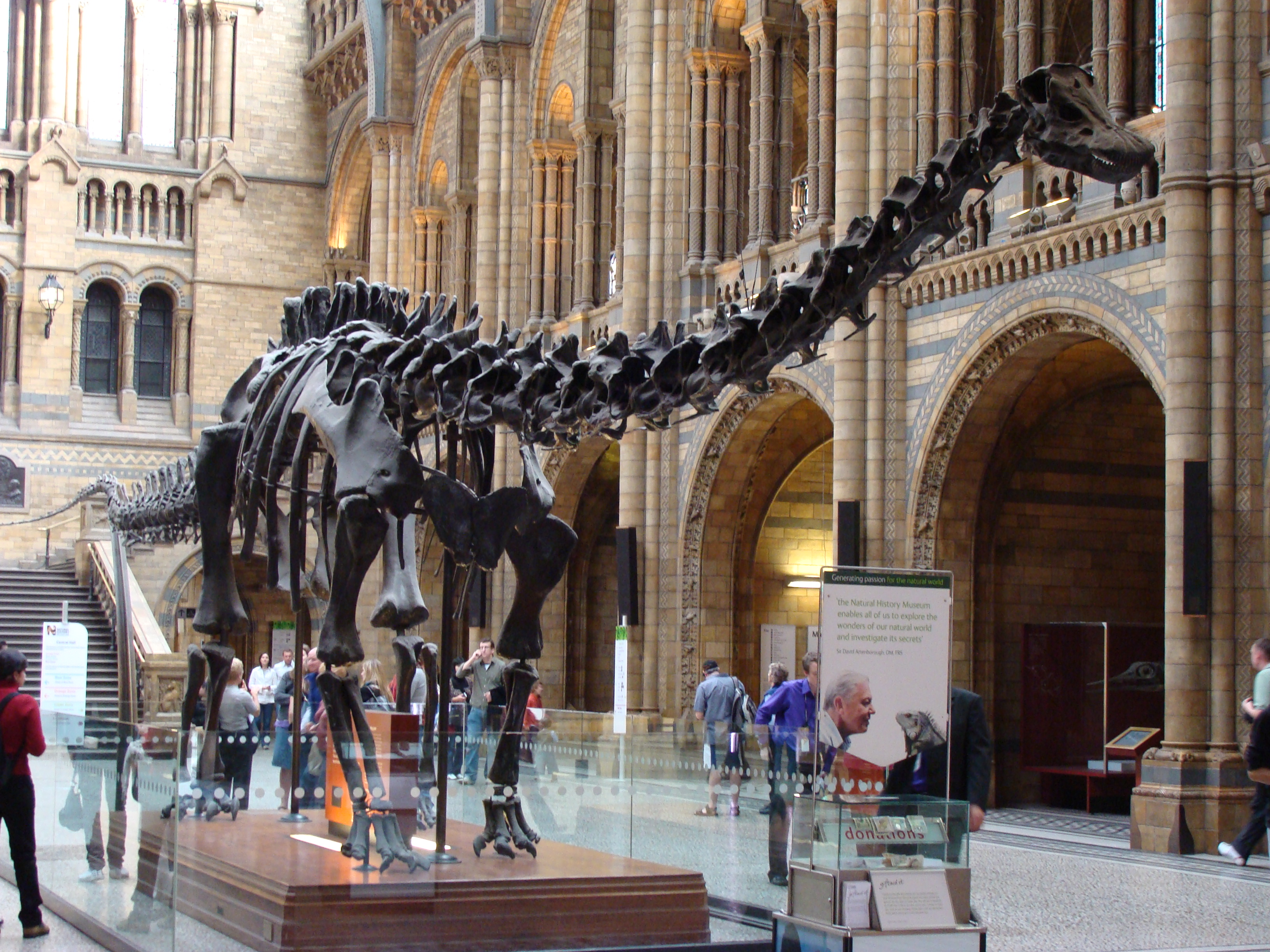
Diplodocus
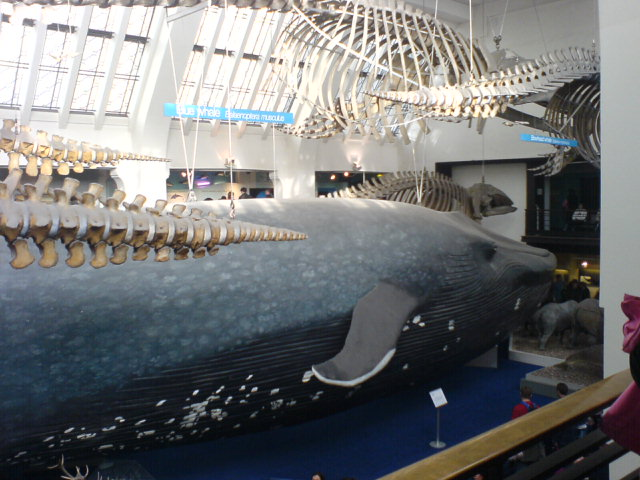
A Nagy Emlősök Terme
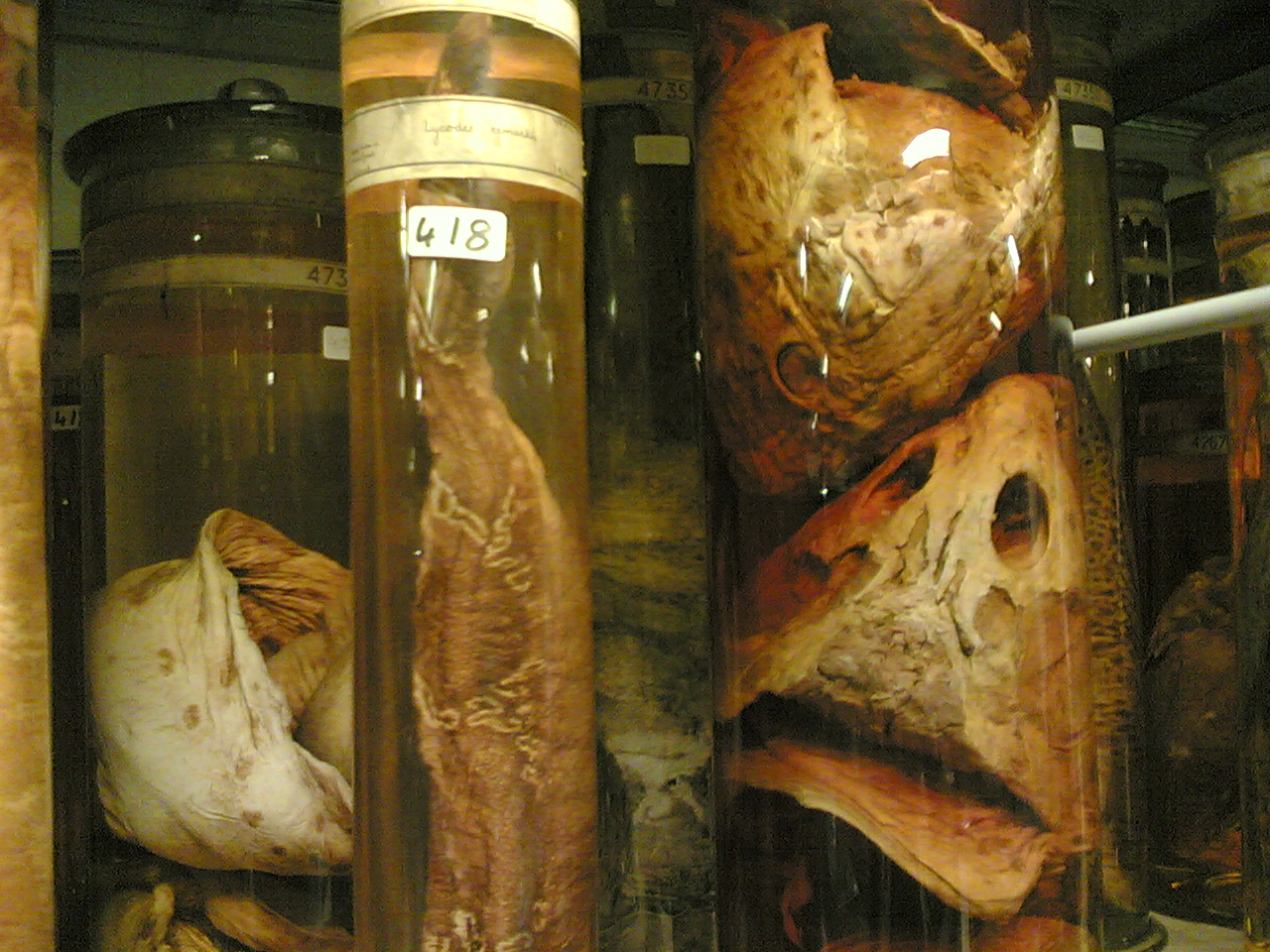
Példa a Darwin Központ (1. fázis) részét képező Tartály Teremben való „nedves” tárolásra
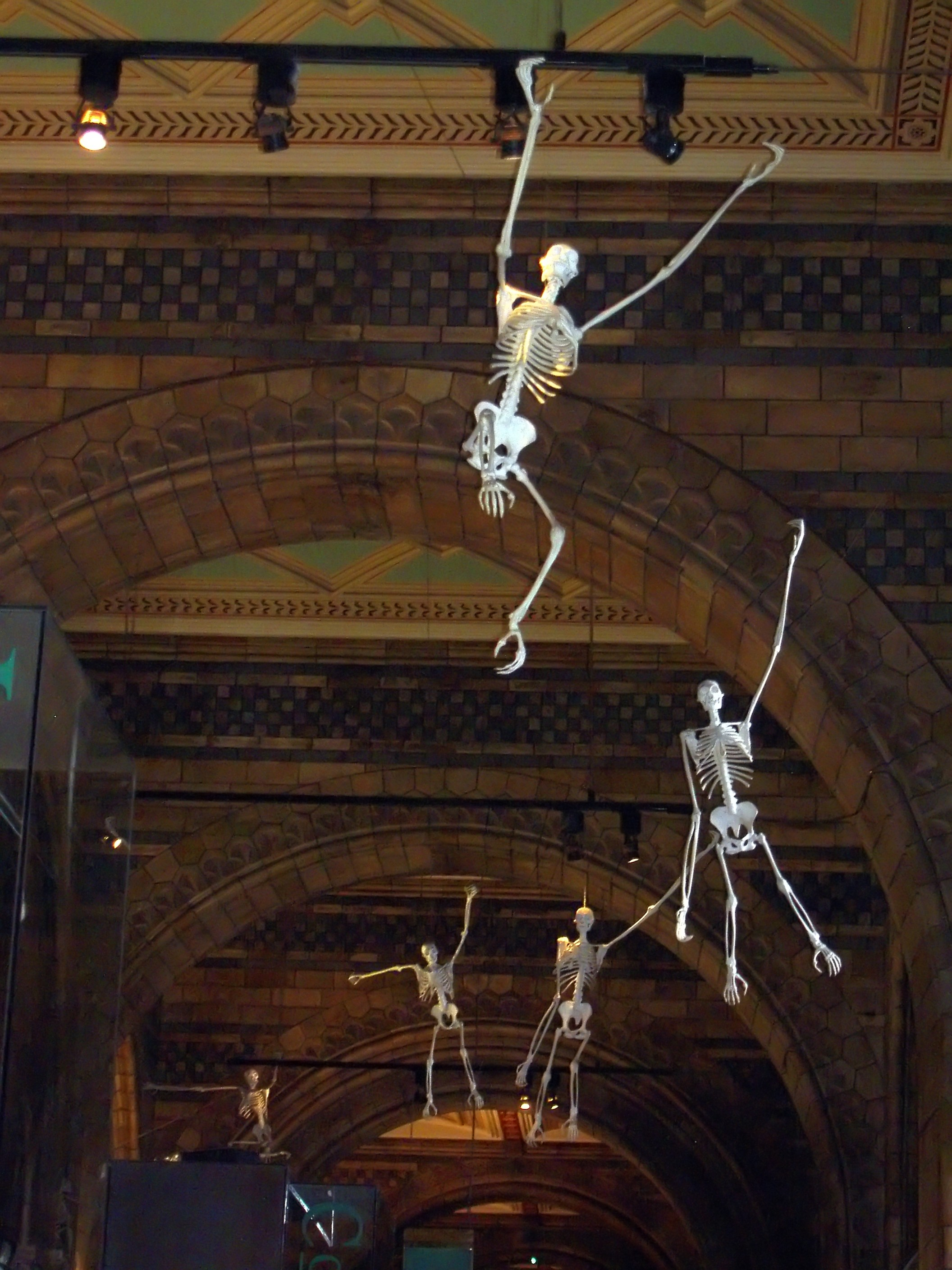
A Központi Terem erkély részén függő csontvázak elevenítik meg a mennyezetet
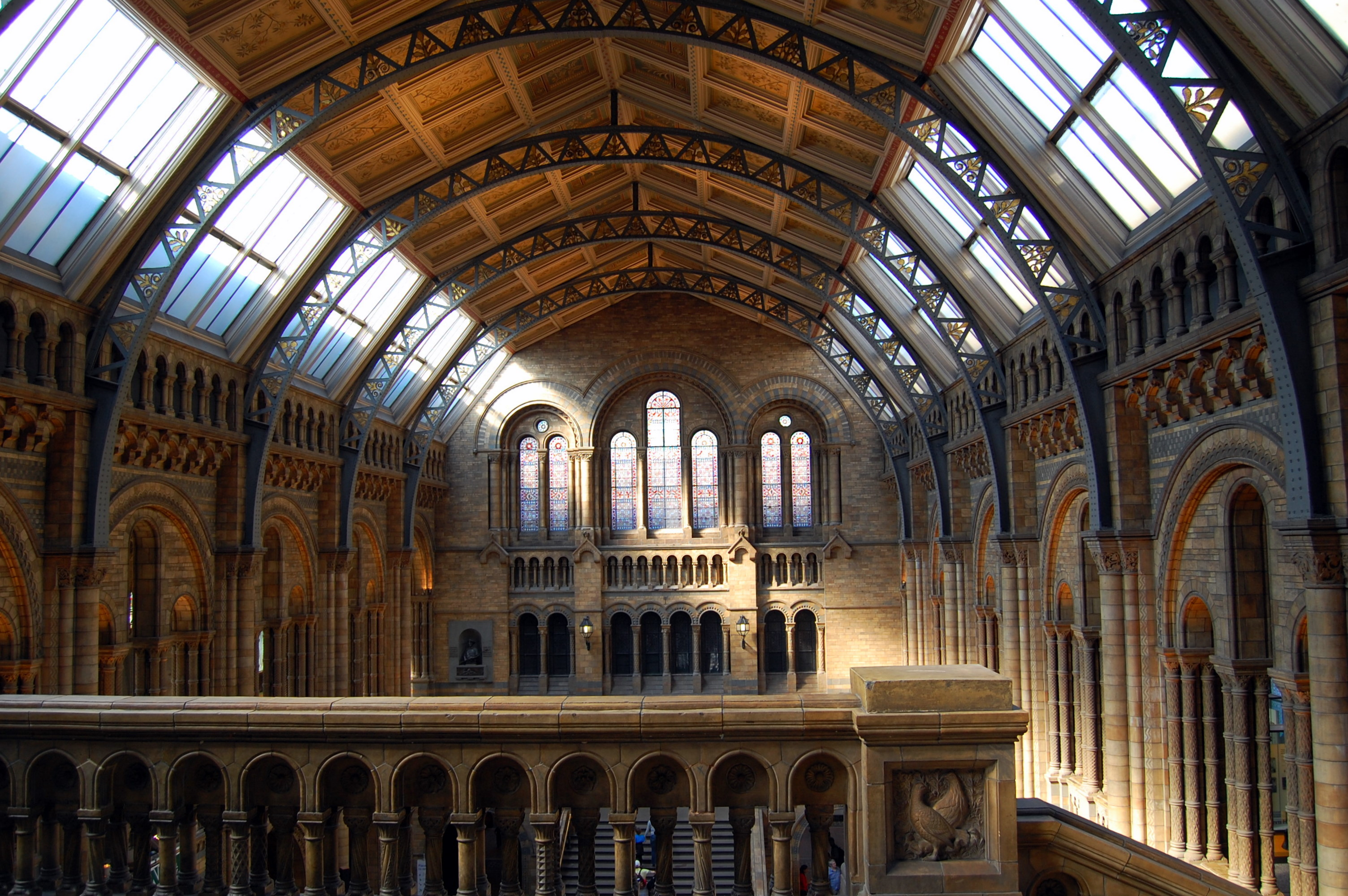
A Központi Terem
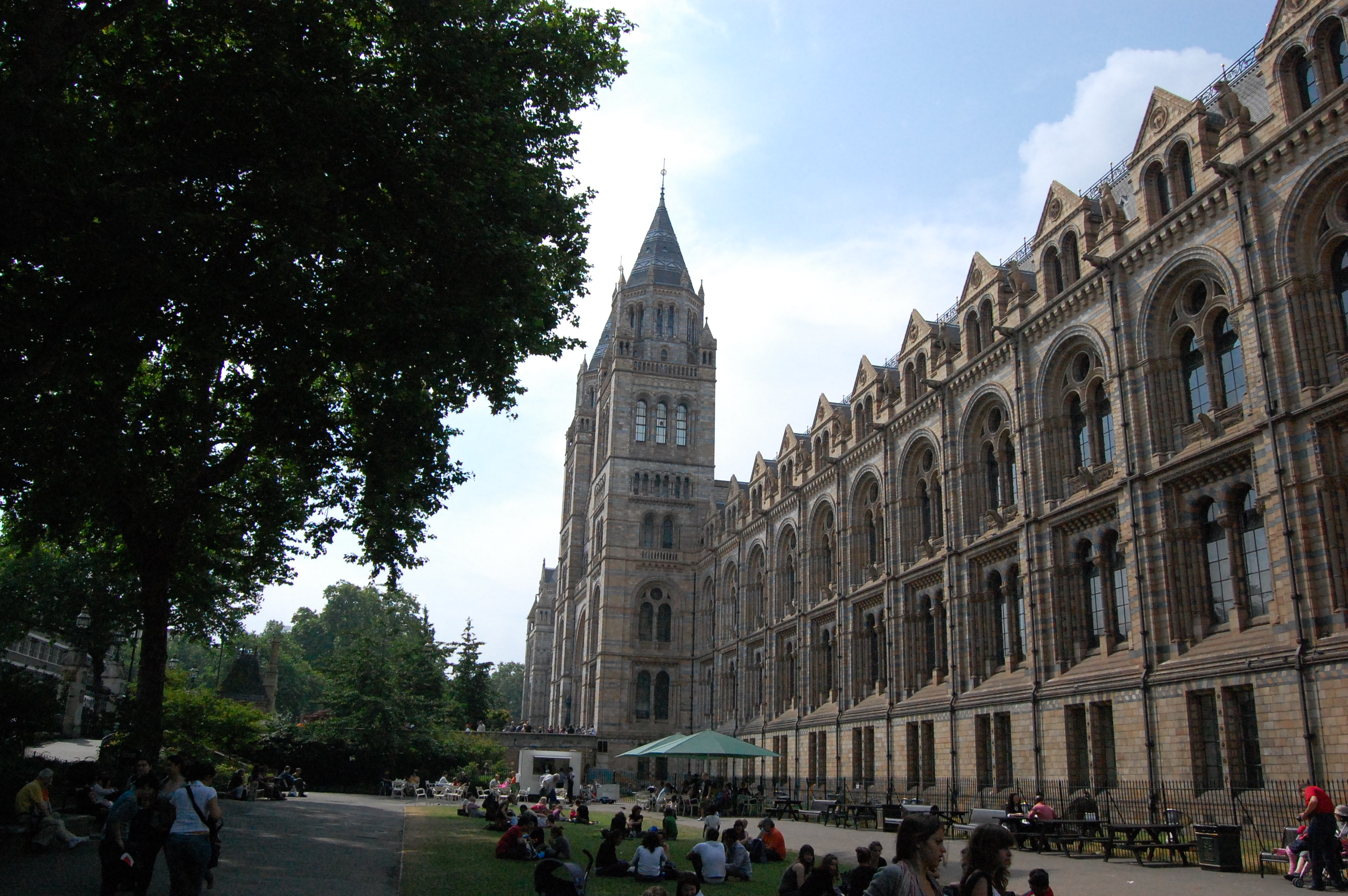
Az épület jobb szárnya 2009 júniusában

## Kulturális hatás
A múzeum fontos szerepet tölt be Charlie Fletcher unLondonról szóló, Kőszív című gyermekkönyvében. George Chapman, a regény hőse kioson, miután egy iskolai kiránduláson megbüntetik; letör egy domborműről egy apró kősárkány fejet, ezután pedig a tetőn levő Pterodactylus szobor megelevenedik, és üldözőbe veszi.
A múzeum megjelenik Anthony Horowitz Az Ötök Ereje könyvsorozatának Hollókapu című kötetében.
A múzeum fontos helyszín a Disney Londonban játszódó Ellopták a dinoszauruszt című élőszereplős játékfilmjében, melyben ellopják a múzeumból a nevezetes csontvázat. Az egyik jelenetben egy csapat elszánt dada elrejtőzik a kék bálna modelljének szájában, amiben szokványos fogak láthatók, annak ellenére, hogy a kék bálna sziláscet. Ez a jelenet azért is hibás, mert a film az 1920-as években játszódik, amikor a kék bálna modell még nem létezett.
A brit fantasyszerző China Miéville 2010-es Kraken című regényében egy rejtélyes kultusz tagjai ellopják Archie-t a Darwin Központból.
A New Tricks című krimisorozat 8. évadának első, Old Fossils című részében látható a Természettudományi Múzeum.

## Fordítás
Ez a szócikk részben vagy egészben a Natural History Museum című angol Wikipédia-szócikk ezen változatának fordításán alapul.  Az eredeti cikk szerkesztőit annak laptörténete sorolja fel. Ez a jelzés csupán a megfogalmazás eredetét és a szerzői jogokat jelzi, nem szolgál a cikkben szereplő információk forrásmegjelöléseként.